# Namibimydas gaerdesi
Namibimydas gaerdesi is een vliegensoort uit de familie Mydidae. De wetenschappelijke naam van de soort is voor het eerst geldig gepubliceerd in 1972 door A.J. Hesse.
De soort komt voor in Namibië. Hesse beschreef de soort aan de hand van twee licht beschadigde specimens afkomstig uit de Namibwoestijn.  Hij noemde ze naar F. Gaerdes uit Okahandja, die de insecten had verzameld. Hesse maakte van de soort tevens de typesoort van het nieuwe geslacht Namibimydas.